# Wireless sensor network
Een WSN (wireless sensor network of Draadloos Sensor Netwerk) is een draadloos netwerk bestaande uit ruimtelijk verspreide autonome toestellen. Ze maken gebruik van sensoren om in samenwerkingsverband fysieke- of omgevingsfactoren te monitoren op verschillende locaties tegelijk. Dit kunnen zaken zijn als temperatuur, druk, licht, geluid, trilling, beweging en vervuiling. De grootte van deze apparaten kan variëren van die van een zandkorrel tot die van een schoenendoos.
Het aantal sensorknopen in een WSN-netwerk kan gaan van enkele toestellen tot enkele duizenden. De eerste WSN's werden ontwikkeld voor militaire toepassingen, zoals het opsporen van (vijandige) duikboten in de oceaan door middel van speciale met sensoren uitgeruste boeien. Vandaag worden ze gebruikt in vele uiteenlopende burgerlijke toepassingsgebieden, waartoe de gezondheidszorg, weerkunde, domotica en de landbouw behoren.
Naast één of meerdere sensoren bevatten de knooppunten van een WSN-netwerk meestal
- een radio zendontvanger of een andere draadloos communicatiemiddel
- een kleine, energiezuinige microcontroller
- een energiebron, meestal een batterij

## Voorbeelden
Voorbeelden van bestaande WSN-technologieën zijn:
- FireFly
- TelosB
- Sun SPOT
- ScatterWeb
- Wireless HART
- MyriaNed